# Facultad Regional San Nicolás
La Facultad Regional San Nicolás (FRSN) es la sede de la Universidad Tecnológica Nacional sita en la ciudad de San Nicolás de los Arroyos.

## Carreras de grado dictadas en la FRSN
- Ingeniería Eléctrica
- Ingeniería Electrónica
- Ingeniería Industrial
- Ingeniería Mecánica
- Ingeniería Metalúrgica